# Themistokles von Eckenbrecher

Themistokles von Eckenbrecher

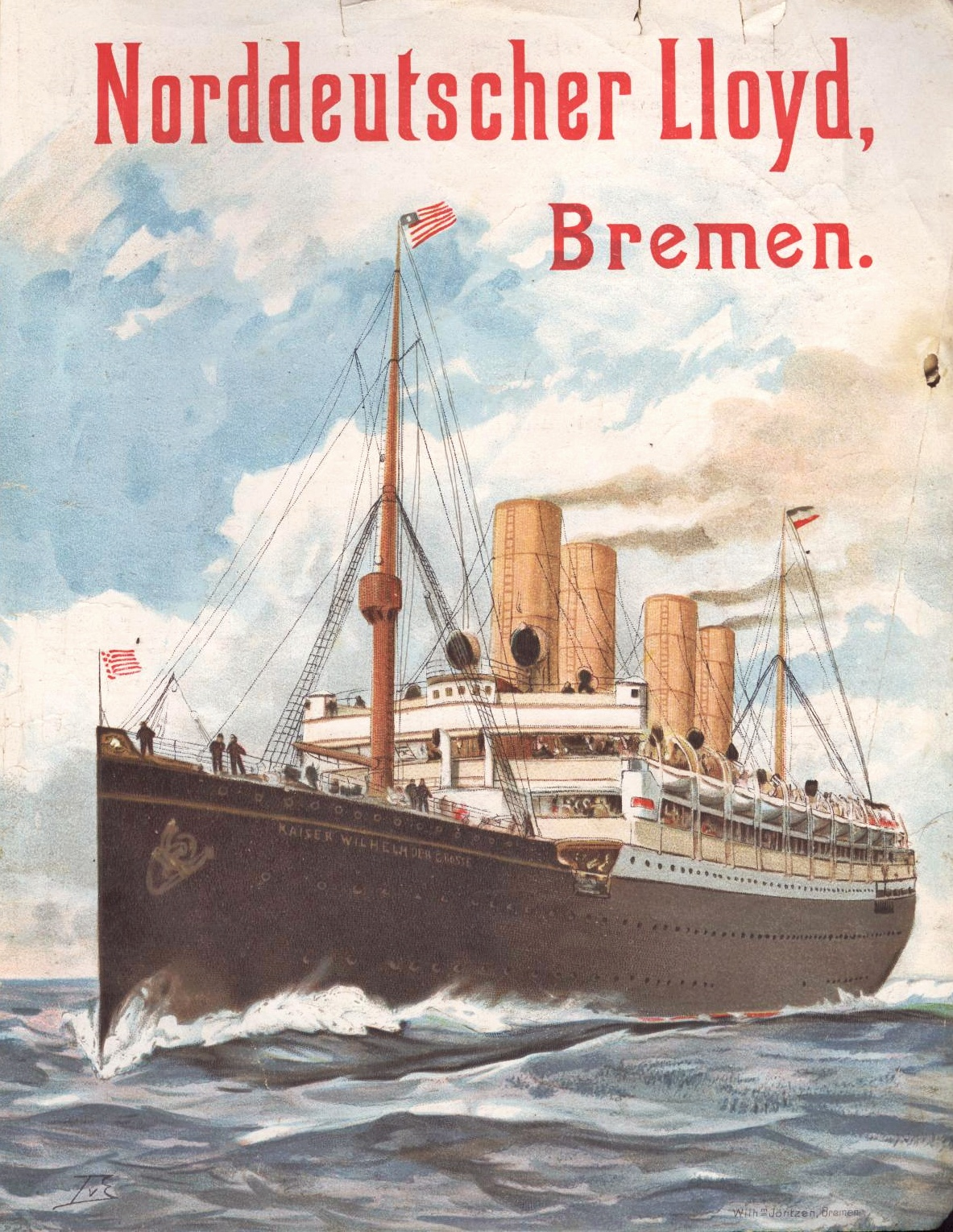
Reklameseite Norddeutscher Lloyd, gemalt von Themistokles von Eckenbrecher, 1903

Karl Paul Themistokles von Eckenbrecher (* 17. November 1842 in Athen; † 4. Dezember 1921 in Goslar) war ein deutscher Landschafts- und Marinemaler der Spätromantik und des Historismus.

## Leben

### Familie und frühe Jahre
Sein Vater Gustav von Eckenbrecher (1807–1887) entstammte einer preußischen Offiziersfamilie, studierte zunächst Philosophie, später Medizin, und war für geraume Zeit im Orient tätig. Seine Mutter Francesca (Fanny) Magdalena, geb. Danelon (1805–1879), war Italienerin und die Tochter des angesehenen Triester Kaufmanns und britischen Konsuls Joseph Danelon. Themistokles von Eckenbrecher wurde am 17. November 1842 in Athen geboren, wo die Eltern Station gemacht hatten. Schon der Vater war ein Weltmann, vielseitig interessiert, besonderes an orientalischer und antiker Kultur, an griechischer Geschichte und Kunst und befreundet mit Heinrich Schliemann, dem er bei der Suche nach Troja entscheidende Hinweise gegeben haben soll. 1843 kehrte die Familie vorübergehend nach Berlin zurück. Dort besuchte der junge Themistokles die englisch-amerikanische Schule. Wenn er seinen Vater auf dessen Reisen begleitete, wurde er von Privatlehrern erzogen. Seit dieser Zeit war er von Segelschiffen begeistert, die später ein immer wiederkehrendes Motiv in seinen Arbeiten werden sollten. 1850 bis 1857 lebte die Familie in Konstantinopel. Danach siedelte sie nach Potsdam über, wo sie bis 1861 wohnte. 1875 heiratete er die mecklenburgische Gutsbesitzertochter Johanna Stever, genannt Jane.

### Eckenbrecher als Maler

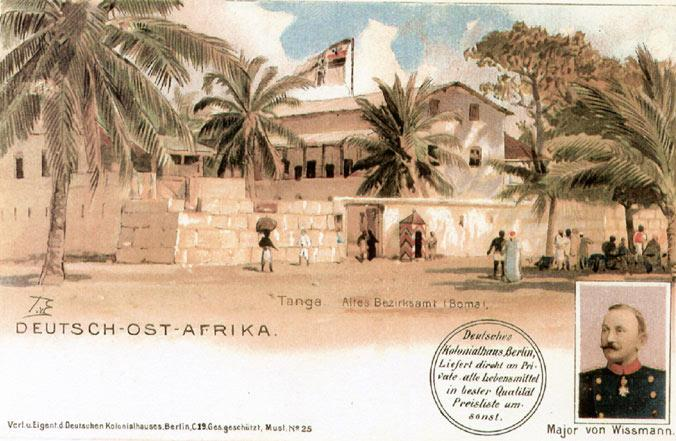
Postkarte mit dem Bild Tangas, 1914

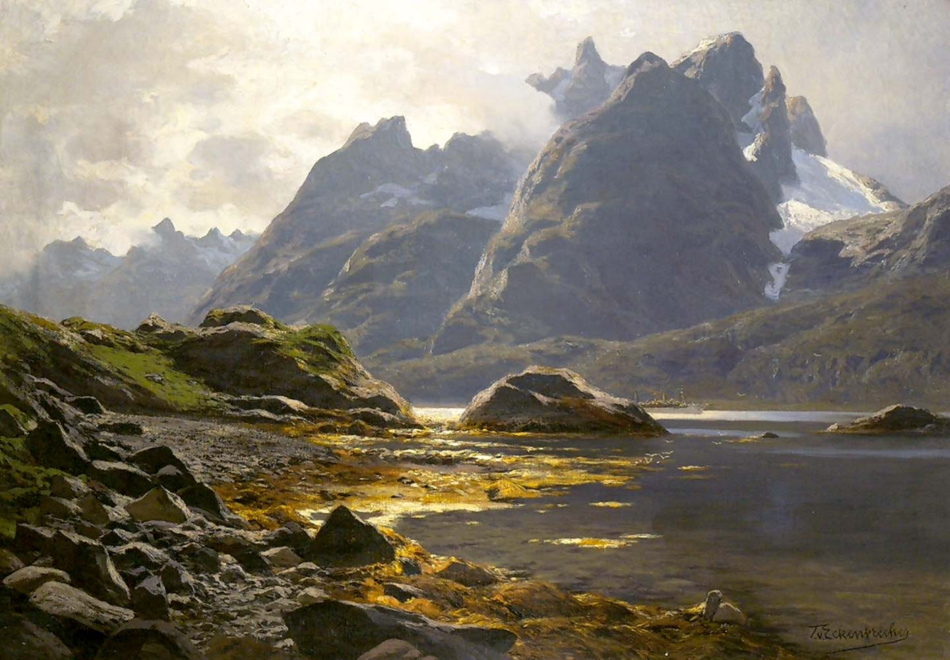
Raftsund, Lofoten, vom Handelsplatz Lauksund gesehen, im Hintergrund Trolltinden und das Dampfschiff Deutschland III, 1906

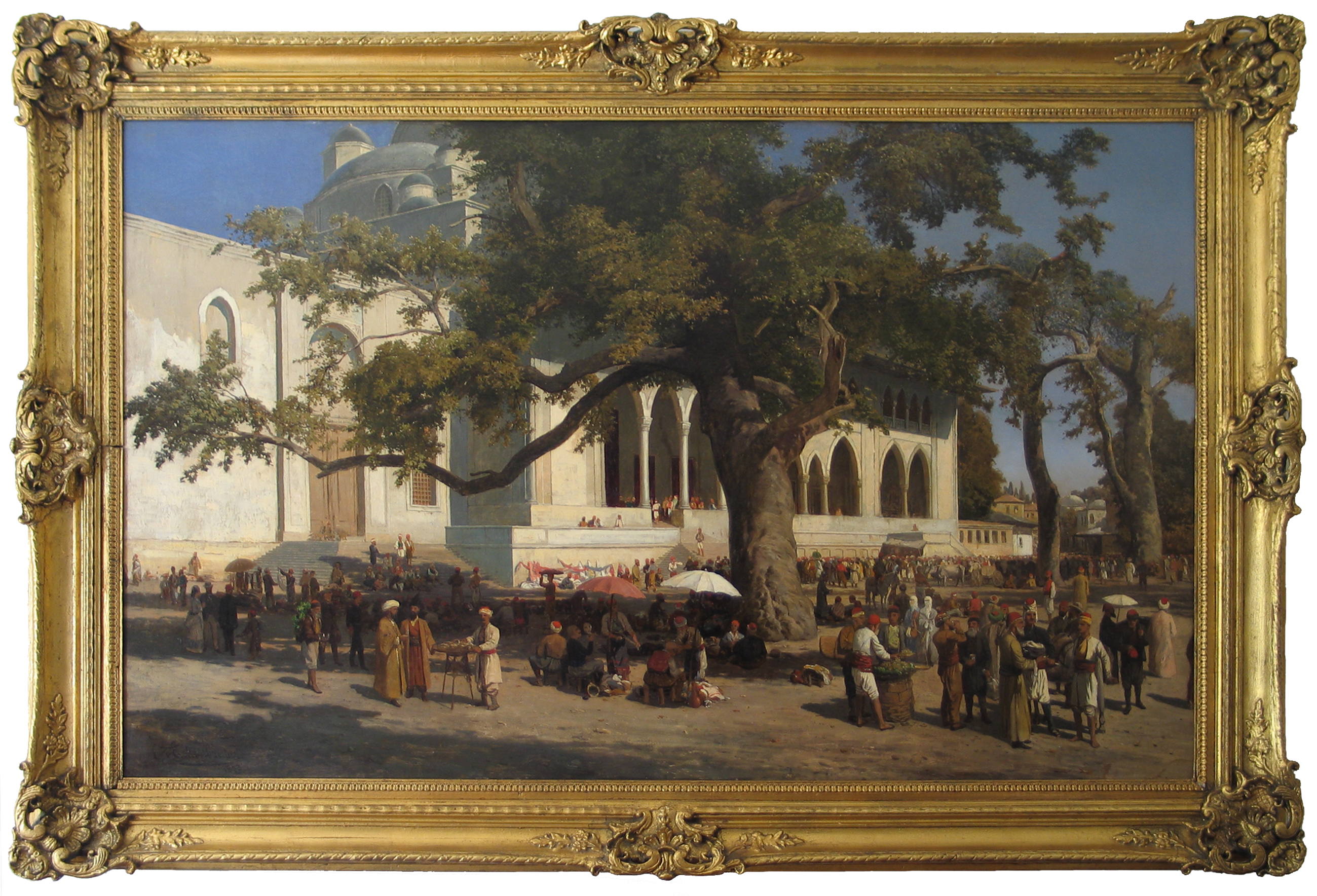
Platz bei der Moschee Jeni Dschami in Constantinopel, signiert und datiert ‚TvEckenbrecher/1873‘ (unten links), Öl auf Leinwand, 140 × 200 cm

Als der Sohn seinen Eltern den Wunsch unterbreitete, Marine- und Landschaftsmaler zu werden, förderten sie ihn. Zu dieser Zeit leitete der Vater eine Praxis in Potsdam; 1859/60 schickte er Themistokles als Schüler zum dortigen Hofmaler Carl Gustav Wegener. Von 1861 bis 1867 lebte die Familie in Düsseldorf, wo der Sohn von 1861 bis 1863 Privatschüler bei Oswald Achenbach wurde und bald zu einem seiner Lieblingsschüler avancierte. Seinem Lehrer folgt er in der Brillanz der Farbe, in den Lichteffekten und den glanzvollen Szenerien der Komposition seiner Gemälde, ohne jedoch den Reiz seiner Staffage zu erreichen. In Düsseldorf war Eckenbrecher Mitglied des Künstlervereins Malkasten. Der Maler bereiste ganz Europa, vor allem Norwegen und den Vorderen Orient und brachte stets neue Motive mit nach Hause. Nach einer Reise im Winter 1881 nach Ägypten fertigte von Eckenbrecher und sein Kollege Wilhelm Simmler 1882 das Orient-Panorama „Einzug der Mekkakarawane in Cairo“ (118 × 15 Meter) für die Stadt Hamburg. 1892 unternahm er eine Reise in die Kolonien und bereiste u. a. Afrika und die Philippinen. Eckenbrecher sprach elf Sprachen. 1889 ließ sich Eckenbrecher in Berlin nieder. Dort hielt er engen Kontakt zu Jane von Arnim (geborene von Walsleben). 1919, zwei Jahre vor seinem Tod, zog er nach Goslar, wo er auf dem Alten Friedhof seine letzte Ruhe fand.
Er fertigte auch Vorlagen für Postkarten an, die u. a. von Reedereien und vom Verlag Deutsches Kolonialhaus vertrieben wurden.

### Familie
Am 17. August 1875 heiratete Themistokles von Eckenbrecher auf Niekrenz (heute Ortsteil von Sanitz bei Rostock) die Tochter des Gutsbesitzers Heinrich August Stever, Jane Betti Sophie, geb. Stever (* 24. Oktober 1850; † 25. August 1935). Ihre Kinder waren Themistokles Heinrich Gustav (1876–1935), Carlo Adolf Ehrenreich (1877–1880), der spätere Kaufmann in Goslar, Kurt Ede Ernst Heinrich (* 1879), sowie der spätere Fliegerleutnant Hellmuth Hans Anton Friedrich Magnus (1887–1913), der mit 26 Jahren bei einem Absturz ums Leben kam. Auch die jüngeren Söhne des Ehepaars von Eckenbrecher erhielten jeweils den Vornamen Themistokles als Beinamen.
Der älteste Sohn, Gustav Heinrich Themistokles von Eckenbrecher (1876–1935), verbrachte einen großen Teil seines Lebens als Offizier und Farmer in Okombahe in Deutsch-Südwestafrika, worüber seine Gemahlin Margarethe von Eckenbrecher, geborene Hopfer, ein Buch veröffentlichte.

## Reisen
Viele Bilder Eckenbrechers sind datiert. Die Datierung der Bilder erlaubt jedoch nicht immer Rückschlüsse auf die Datierung der Reisen, da er viele Bilder erst Jahre später im Atelier malte oder wiederholte. Im Folgenden wird versucht, die nachweisbaren Reisen chronologisch aufzuführen:
- 1862 Schweiz, Berner Oberland
- 1865 Schweiz, Berner Oberland
- 1871 Konstantinopel
- 1872 England, Schottland, Island
- 1873 Rumänien, Orient, Griechenland, Italien[9]
- 1874 russisches Polargebiet
- 1875 Türkei, Griechenland, Italien
- 1876 Schweiz
- 1880 England, Frankreich, Dänemark, Schottland, Schweiz, Norwegen
- 1881 Ägypten, Kairo (?)
- 1882 Norwegen (seitdem häufig)
- 1884 England
- 1890 Podolien
- 1892 Afrika (u. a. das heutige Tansania, Ruanda und Burundi)
- 1898 (?) Teneriffa
- 1894 Lofoten
- 1905 Sizilien, Spitzbergen
- 1907 Rumänien, Konstantinopel, Griechenland, Italien

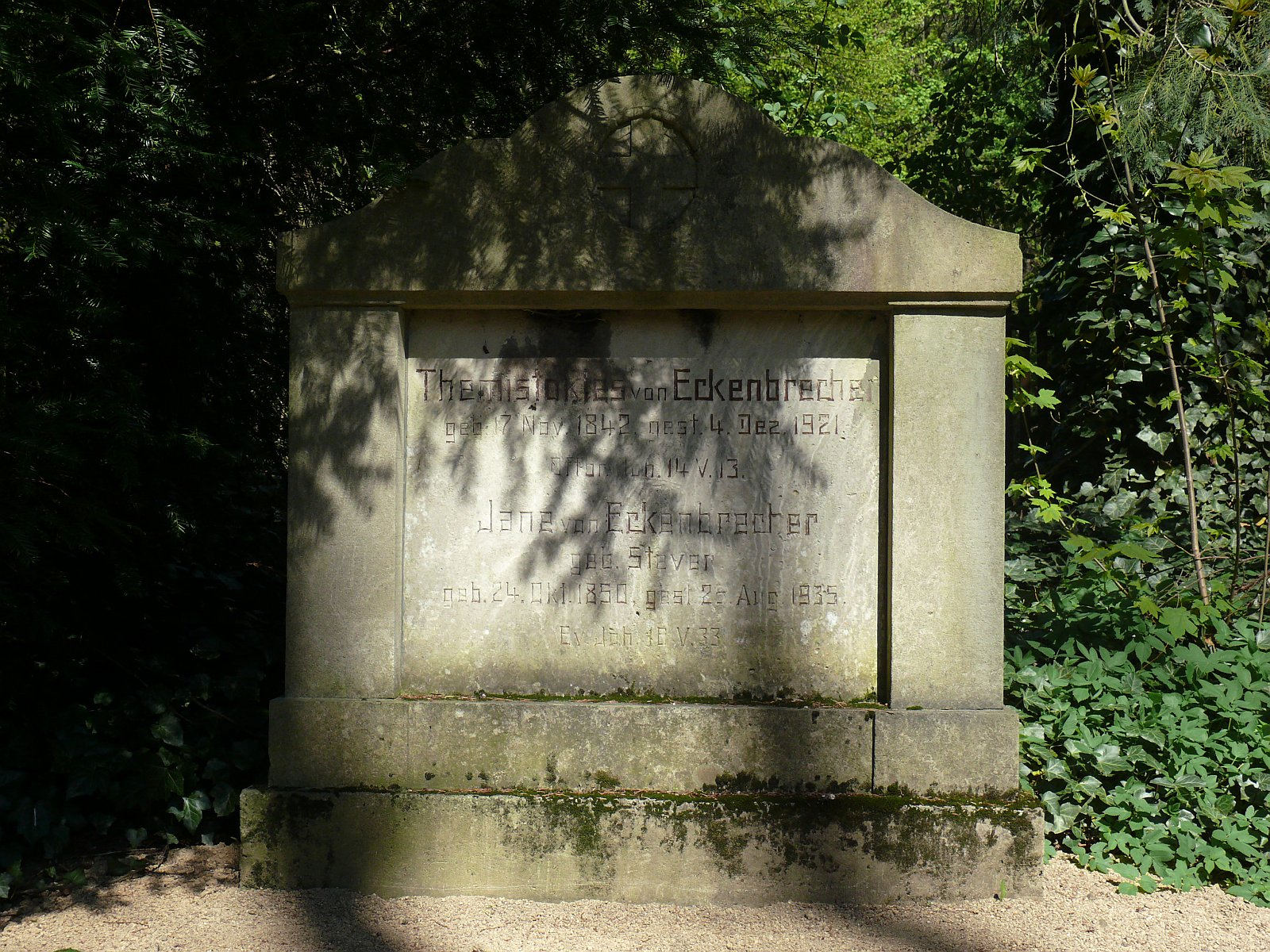
Grabstelle in Goslar

- 1910 Portugal, Teneriffa

## Ausstellungen
Eckenbrecher stellte seit 1870 in Berlin, Düsseldorf, München und zahlreichen anderen Städten aus. Sein Werk „Platz bei der Moschee ‚Jeni Dschami‘ in Constantinopel“ wurde 1873 auf der Wiener Weltausstellung ausgestellt (No. 366). 1879 erhielt er auf der Weltausstellung in Sydney einen ersten Preis.
Zu seinem 100. Geburtstag fand 1942 in Goslar eine Gedächtnisausstellung mit 135 Werken und Kaufgelegenheit aus dem Nachlass statt.
In öffentlichen Ausstellungen wird Eckenbrecher heute nur selten gezeigt, während er auf dem Kunstmarkt recht beliebt ist, vor allem, wenn es sich um Orientmotive handelt. Eine Sammlung kleinerer Werke besitzt das Deutsche Schifffahrtsmuseum Bremerhaven.

## Werke (Auswahl)
- Illustrationen zu Hinter den Coulissen. Lustspiel. Fünfundzwanzigjähriges Jubiläum des Künstler-Unterstützungs-Vereins zu Düsseldorf. Düsseldorf 1869, urn:nbn:de:hbz:061:2-35040